# فقر الدم صغير الكريات
فقر الدم صغير الكريات  (ملاحظة 1) هو أي نوع من أنواع فقر الدم التي تتميز بوجود كريات دم حمراء صغيرة.
فقر الدم صغير الكريات هو أي نوع من أنواع فقر الدم التي تتميز بخلايا الدم الحمراء الصغيرة. يبلغ متوسط حجم الكريات الطبيعي (يُختصر إلى MCV في نتائج تعداد الدم الكامل، والمعروف أيضًا باسم متوسط حجم الخلية) حوالي 80-100 ميكرومتر. عندما يكون متوسط حجم الكريات أقل من 80 ميكرومتر، توصف الخلايا الحمراء على أنها خلايا صغيرة وعندما تكون أكبر من 100 ميكرومتر، تكون كبيرة الخلايا (يحدث هذا الأخير في فقر الدم كبير الخلايا). متوسط حجم الكريات هو متوسط حجم خلايا الدم الحمراء.
في فقر الدم صغير الكريات تحتوي خلايا الدم الحمراء (كريات الدم الحمراء) على نسبة أقل من الهيموجلوبين، وعادة ما تكون ناقصة التصبغ أيضًا، أي تبدو خلايا الدم الحمراء شاحبة أكثر من المعتاد. يمكن أن ينعكس ذلك من خلال انخفاض متوسط تركيز الهيموجلوبين في الجسم (MCHC)، وهو مقياس يمثل كمية الهيموجلوبين لكل وحدة حجم من السوائل داخل الخلية، وتكون عادة حوالي 320-360 غ/لتر أو 32-36 غ/ ديسيلتر. ونتيجة لذلك يوصف فقر الدم من هذه الفئة بأنه «فقر الدم صغير الكريات ناقص الصباغ».

## الأسباب
تشمل الأسباب النموذجية لفقر الدم صغير الكريات ما يلي:
- في مرحلة الطفولة
  - فقر الدم الناجم عن نقص الحديد،[2] هو السبب الأكثر شيوعًا لفقر الدم بشكل عام وفقر الدم صغير الكريات بشكل خاص.
  - التلاسيميا.
  - فقر الدم حديدي الأرومات. نادر جدا. في فقر الدم حديدي الأرومي الخلقي، يكون متوسط حجم الكريات إما منخفضًا أو طبيعيًا. في المقابل، عادةً ما يكون المتوسط مرتفعًا في فقر الدم المكتسب الأكثر شيوعًا.
- مرحلة البلوغ
  - فقر الدم الناجم عن نقص الحديد
  - التلاسيميا
  - فقر الدم الناجم عن الأمراض المزمنة[3] (المعروف باسم فقر الدم الناجم عن الالتهاب) على الرغم من أنه قد يكون سوي الخلايا.[3]
  - التسمم بالرصاص، وهو نادر جدًا.
  - فرط نشاط الغدة الدرقية، وهو نادر جدًا.
  - نقص فيتامين ب 6 (البيريدوكسين)، وهو نادر جدًا.

يجب أيضًا مراعاة الأسباب الأخرى التي يُعتقد أنها تسبب فقر الدم سوي أو كبير الخلايا، ووجود سببين أو أكثر لفقر الدم يمكن أن يشوه الصورة النموذجية.
يوجد خمسة أسباب رئيسية لفقر الدم صغر الخلايا تشكل الاختصار TAILS. التلاسيميا وفقر الدم الناجم عن الأمراض المزمنة ونقص الحديد والتسمم بالرصاص وفقر الدم حديدي الأرومات الخلقي. فقط الثلاثة الأولى شائعة في معظم أنحاء العالم. من الناحية النظرية، يمكن تمييز الأنواع الثلاثة من خلال أشكال خلايا الدم الحمراء. لا يظهر فقر الدم الناجم عن الأمراض المزمنة تغيرات ملحوظة في كريات الدم الحمراء، ويظهر نقص الحديد تفاوت في حجم وتلون الخلايا، وكثرة الخلايا الإهليلجية، وتُظهر التلاسيميا أشكال الخلايا الهدفية. من الناحية العملية، غالبًا ما يُشاهد تفاوت في حجم وتلون الخلايا في الثلاسيميا والخلايا الهدفية أحيانًا في نقص الحديد. قد تظهر الأنواع الثلاثة أشكالًا طبيعية للكريات الحمراء. التلون الأساسي (القاعدي أو الأيوزيني) هو أحد أهم الميزات التي تُشاهَد في التلاسيميا، والتي لا تظهر في نقص الحديد أو فقر الدم الناتج عن الأمراض المزمنة. يجب أن يكون المريض في مجموعة معرضة للخطر من الناحية العرقية ولا يُؤكد التشخيص بدون طريقة مخبرية تأكيدية.

## هوامش
- ملاحظة 1 يقابلها باللغة الإنجليزية Microcytic anemia